# Espen Sandberg
Espen Sandberg (Sandefjord, 2 juni 1971) is een Noors filmregisseur.
Sandberg is samen met plaatsgenoot en jeugdvriend Joachim Rønning eigenaar van Motion Blur een van Scandinaviës grootste productiebedrijven voor commercials. Het duo regisseerde een aantal films waaronder Kon-Tiki die werd genomineerd voor een Golden Globe en een Oscar voor beste niet-Engelstalige film bij de 85ste Oscaruitreiking.

## Filmografie
- 1997: Dag 1 (korte film)
- 2006: Bandidas
- 2007: Kubisten (korte film)
- 2008: Max Manus
- 2012: Kon-Tiki
- 2014: Marco Polo (televisieserie, afl. 1 & 2)
- 2017: Pirates of the Caribbean: Dead Men Tell No Tales